# Fontella Bass
Fontella Bass, (Saint Louis, 1940. július 3. vagy 1940. február 3. – Saint Louis, 2012. december 26.) amerikai R&B-, soul-, gospel-énekesnő, zongorista, dalszerző. Legismertebb slágere az 1965-ös „Rescue Me”. Gyakran összetévesztik Aretha Franklinnel.

## Pályafutása
Fontella Bass profi zenészcsaládban született. Édesanyja, Martha Bass gospel-énekesnő volt a Clara Ward Singersben. A gospel és R&B énekes, David Peaston testvére volt.
Fontella már hatévesen a templomi kórusban énekelt. Középiskolás korában R&B énekversenyeken kezdett részt venni. 1961-ben helyi előadáson dolgozott: zongorázott és a kórusban énekelt. Zongárán Kísérte Little Milton bluesénekest. Bob Lyons a helyi KATZ rádióállomástól lehetővé tette számára, hogy felvételeket készítsen a Bobbin Records kiadónál.
Az 1960-as évek közepén Fontella Bass Chicagóba költözött, ahol szerződést kötött a Chess Recordsszal. Felvett néhány duettet Bobby McClure-ral. A „Don't Mess Up a Good Thing” című száma 1965. elején az R&B slágerlisták élére és a poplisták 33. helyére került. A „Rescue Me” című lemeze 1965 őszén jelent meg, és az R&B toplisták élére került. A lemez Nagy-Britanniában a 11. helyen volt. Néhány további slágere és a „The New Look” albuma után 1967-ben elhagyta a Chess Recordsot.
1970-ben két albumot vett fel a chicagói Art Ensemble, a Chicago Art Ensemble és a Fontella Bass és a Les Stances à Sophie együttessel. Utóbbi Moshé Mizrahi, izraeli filmrendező francia filmjének (1971) volt a zenéje. 
Bass férjhez ment az együttes trombitásához, az AACM (Association for the Advancement of Creative Musicians) egyik kezdeményezőjéhez, Lester Bowiehoz. Miután 1972-ben a „Free” című második szólóalbuma nem aratott kereskedelmi sikert, nagyrészt kivonult a zenei üzletből, és felnevelte gyermekeit. Alkalmanként más művészek felvételein vokálozott. Lester Bowie két albumán szerepelt 1982-ben. Szerepelt a „World Saxophone Quartet Breath of Life” című albumon is. Az 1990-es években rövid ideig saját rádióműsora volt, és felvett néhány gospel soul lemezt. A Wayne Horvitz által készített albumát Grammy-díjra jelölték (No Ways Tired).
Az ezredfordulót követően Bass a Cinematic Orchestra felvételein vett részt: 2002-ben két dalt énekelt az „Every Day” című albumukon, 2007-ben pedig további kettőt a „Ma Fleur” című albumon.
Fontella Bass 2012. decemberében halt meg, miután három héttel korábban szívrohamot kapott.

## Albumok
- 1966: The New Look
- 1970: Les Stances a Sophie with the Art Ensemble of Chicago
- 1970: Live in Paris with the Art Ensemble of Chicago
- 1970: Art Ensemble of Chicago with Fontella Bass
- 1972: Free
- 1980: From the Root to the Source
- 1992: Rescued: The Best of Fontella Bass
- 1995: No Ways Tired
- 1996: Now That I Found a Good Thing
- 2001: Travelin

## Díjak

### Grammy-díjjelölések
- 1965: Best Contemporary Vocal Performance Female
- 1995: Best Traditional Soul Gospel Performance

## Fordítás
Ez a szócikk részben vagy egészben  a   Fontella Bass című német Wikipédia-szócikk ezen változatának fordításán alapul.  Az eredeti cikk szerkesztőit annak laptörténete sorolja fel. Ez a jelzés csupán a megfogalmazás eredetét és a szerzői jogokat jelzi, nem szolgál a cikkben szereplő információk forrásmegjelöléseként.